# Мавзолей Токпана
Мавзолей (кумбез) Токпана (каз. Тоқпан күмбезі) — пам'ятка архітектури початку XIX століття, розташована в Шалкарському районі Актюбінської області Казахстану за 35 км на північний схід від селища Жанаконис. У 1982 році мавзолей Токпана був включений до списку пам'яток історії та культури Казахської РСР республіканського значення та взятий під охорону держави.

## Архітектура
Будівля є портально-купольним однокамерним мавзолеєм, оригінальним за композиційно-планувальним рішенням. У плані є прямокутна споруда (розміри 8×8,5 м), складена з паленої цегли, фасад фанерований сирцевою цеглою.
Біля західної грані похоронної камери розташований кулпитас (надгробний пам'ятник у вигляді стели), поверхня якого вкрита арабографічною епіграфікою.
Найбільша висота частини мавзолею, що збереглася, 3,5 м.